# Parasol (fotografía)

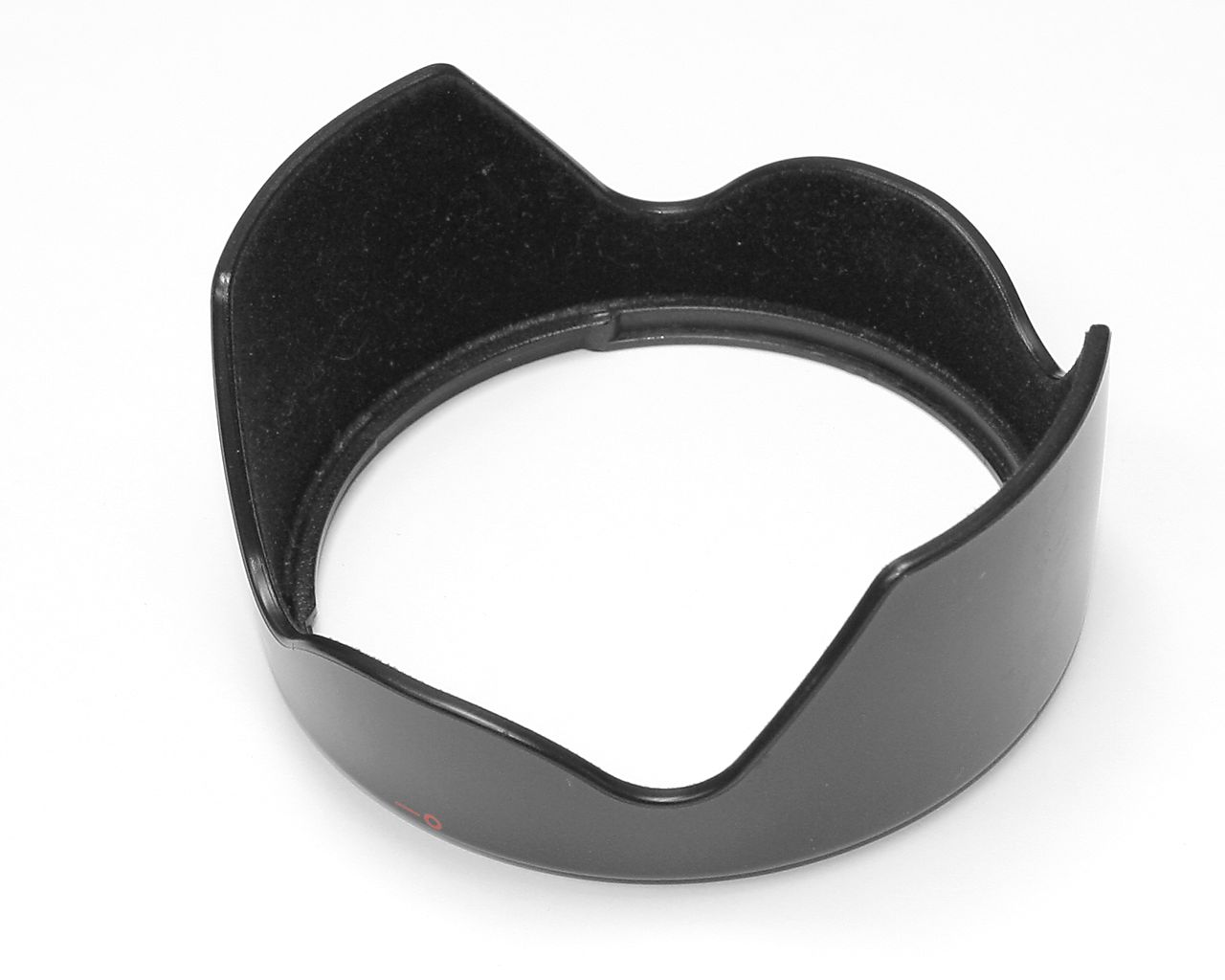
Parasol en corola o perfecto.

En una cámara fotográfica, el parasol es un accesorio en forma de tubo o embudo que se acopla en el objetivo para protegerlo de la luz lateral que podría crear refracciones en la fotografía.
La geometría del parasol depende de la distancia focal y será más corto y abierto cuanto menor sea la distancia focal y más grande y estrecho cuanto mayor sea la distancia focal. Una elección errónea del parasol puede producir viñetado en la fotografía. En el caso de usar zum, habrá que usar el parasol adecuado a la menor distancia focal de este.
En un objetivo en el que la lente exterior (frontal) no gire al enfocar es posible y recomendable el uso de un parasol en corola (ver imagen), que está diseñado para proteger uniformemente por toda la imagen rectangular.